# Tour de Girolata
La tour de Girolata (en corse : torra di Girolata) est une tour génoise située dans la commune de Osani, dans le département français de la Corse-du-Sud.

## Protection
La tour de Girolata est inscrite monument historique par arrêté du 11 avril 2008.